# Напреєв Анатолій Іванович
Анатолій Іванович Напреєв (рос. Анатолий Иванович Напреев нар. 26 січня 1950, Орел РРФСР — пом. 20 січня 2000, Орел Росія) — російський радянський футболіст, нападник.

## Життєпис
Вихованець орловського футболу. Перший тренер — Г. М. Федоров. Виступав за команди «Спартак» Орел (1967, 1978-1979, 1984-1986), «Локомотив» Москва (1968-1970), «Шинник» Ярославль (1971-1973), «Сталь» Орел (1974), команда міста Тирасполь (1974-1975), «Таврія» Сімферополь (1975), «Чорноморець» Одеса (1976-1978), «Торпедо» Тольятті (1980-1981), «Меліоратор» Шимкент (1982), «Бешкент» (1983).